# Hornstedtia
Hornstedtia es un género de plantas con flores perteneciente a la familia Zingiberaceae. Comprende 87 especies descritas y de estas, solo 32 aceptadas.

## Taxonomía
El género fue descrito por Anders Jahan Retzius y publicado en Observationes Botanicae 6: 18. 1791. La especie tipo es: Hornstedtia scyphus Retz.
Etimología
Hornstedtia: nombre genérico que fue otorgado en honor de Claës Fredrik Hornstedt

## Especies aceptadas
A continuación se brinda un listado de las especies del género Hornstedtia aceptadas hasta febrero de 2013, ordenadas alfabéticamente. Para cada una se indica el nombre binomial seguido del autor, abreviado según las convenciones y usos:
- Lista de especies de Hornstedtia